# 1998 KX48
1998 KX48 är en asteroid i huvudbältet som upptäcktes den 23 maj 1998 av LINEAR i Socorro County, New Mexico.
Asteroiden har en diameter på ungefär 11 kilometer och den tillhör asteroidgruppen Eos.